# Zakaz.ua
Zakaz.ua — український сервіс доставки продуктів, що входить до групи компаній Zakaz Global. Замовлення здійснюється за допомогою застосунку Zakaz.ua на iOS та Android, або через сайт.
Сервіс працює на ринку України з 2010 року та надає послуги замовлення та доставки продуктів харчування з продуктових мереж роздрібної торгівлі та ринків: Metro, Ашан, Novus, МегаМаркет, EKO Маркет, Таврія В, Varus, Восторг, супермаркет Харків, WineTime та ринок Столичний у Києві.
Станом на травень 2023 року компанія працювала в 13 містах України (Київ, Харків, Дніпро, Одеса, Львів, Запоріжжя, Вінниця, Житомир, Полтава, Кривий Ріг, Чернівці, Івано-Франківськ, Рівне), а також у Молдові (Кишинів, Бєльці)..
У січні 2022 року було оголошено, що іспанська компанія Glovo домовилась про поглинання сервісу. Та акціонер компанії Степан Черновецький заявив, що угоду не було закрито.

## Географія

### Україна
- Київ, Харків, Дніпро, Одеса, Львів, Запоріжжя, Вінниця, Житомир, Полтава, Кривий Ріг, Чернівці, Івано-Франківськ, Рівне

### Молдова
- Кишинів, Бєльці

## Історія

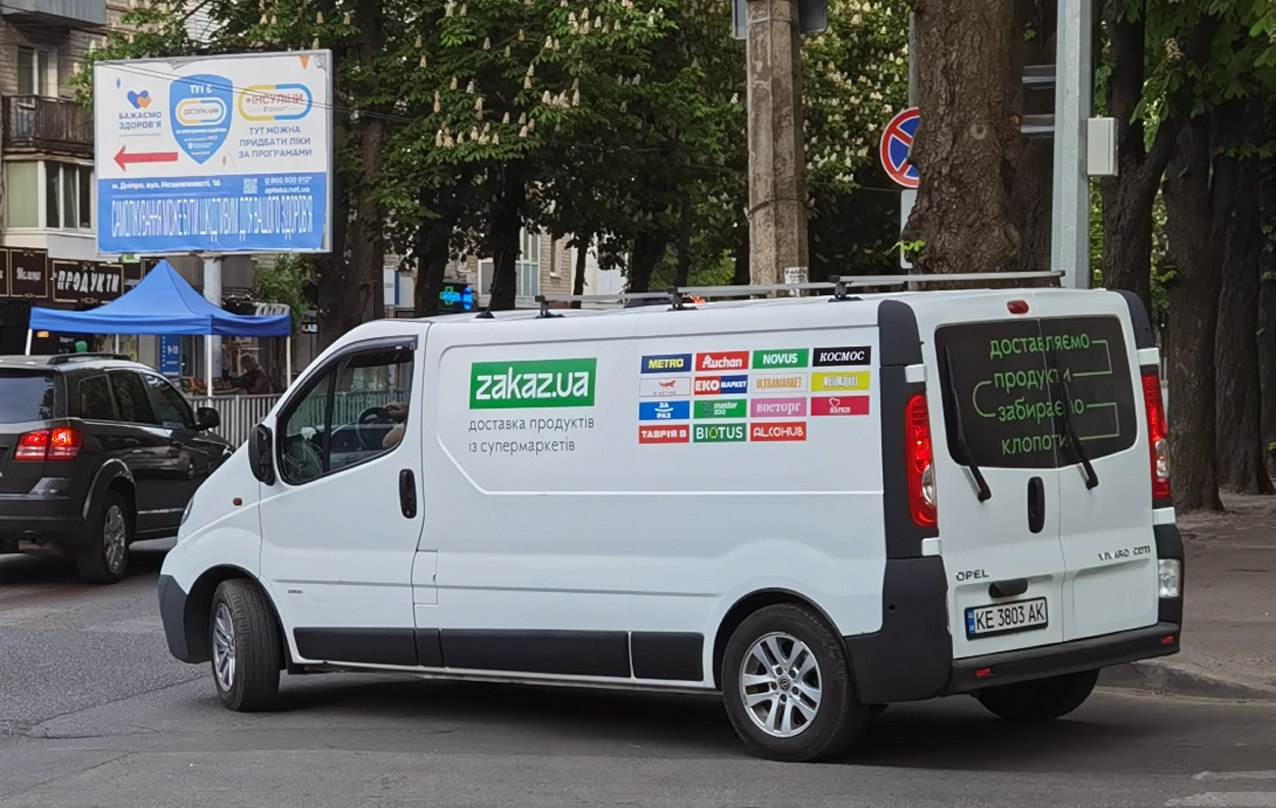
Машина Zakaz.ua в Дніпрі

Компанію засновано в січні 2010 року Єгором Анчішкіним, одним із засновників українсько-американської компанії Viewdle, яка є частиною корпорації Google. Сервіс спочатку мав назву Kabanchi.com, 2011 року був перейменований на Zakaz.ua. Першим інвестором проєкту став Олександр Ольшанський — президент холдингу Internet Invest. У червні 2013 року інвестором виступила президент холдингу Best Business Group (BBG) Євгенія Дубинська. У вересні 2014 року Zakaz.ua залучив раунд інвестицій на $2,5 млн від Chernovetskyi Investment Group (CIG). Інший інвестор — Степан Черновецький, син одіозного ексмера Києва Леоніда Черновецького.
У жовтні 2015 року компанія вийшла на американський ринок зі стартапом під назвою CartFresh та почала доставку продуктів з мережі Russo's в Бостоні, а також в передмісті, включаючи Кембридж і Бельмонт. У 2015 році до співпраці була долучена мережа магазинів FOZZY.
Восени 2017 року робота на ринку США завершилася. Компанія зробила ставку на розвиток в Україні та країнах Східної Європи.
У вересні 2019 року компанія вийшла на ринок Молдови, доставка продуктів стала доступною в Кишиневі, а в червні 2021 року відбувся запуск доставки у місті Бєльці.
У січні 2020 запрацював мобільний додаток одразу на двох платформах — iOS та Android.
У лютому 2020 року Zakaz.ua залучив наступний раунд інвестицій на €5 млн від Chernovetskyi Investment Group (CIG).
У травні 2020 року сервіс Zakaz.ua запустився в Полтаві, Кривому Розі, Миколаєві, Маріуполі, Чернівцях, Івано-Франківську та Рівному.
У листопаді 2020 року компанія розпочала співпрацю з «Новою поштою та запустила доставку продуктів через поштові відділення нового партнера по всім регіонам України.
Цього ж місяця компанія продовжила міжнародну експансію та вийшла на ринок Узбекистану. Доступною стала доставка товарів у Ташкенті.
У серпні 2021 року компанія розпочала здійснювати доставку продуктів з ринків. Першим партнером став ринок Столичний у Києві, а вже за місяць Центральний ринок Озерка у Дніпрі.
У вересні 2021 на ринку Узбекистану компанія почала співпрацю з Carrefour під керуванням Majid Al Futtaim Group, що мають ексклюзивну франшизу на 30 країн Близького Сходу, Африки та Азії.
У лютому 2022, після повномасштабного вторгнення РФ до України компанія на десять днів призупиняла роботу в Україні.
У квітні 2022 року компанія відмовилась від роботи в Узбекистані, закривши філіал та сайт Zakaz.uz. Тоді ж компанія запустила доставку продуктів з нової локації мережі "Таврія В" у Одесі.
У серпні 2022 компанія почала доставку з мережі виномаркетів WineTime у Києві.
У грудні 2022 Zakaz.ua запустив доставку продуктів з нової локації мережі Ultramarket у Києві.
Станом на травень 2023 року компанію очолювали Володимир Кривко (голова ради директорів) та Андрій Курський (генеральний директор).

## Соціальні проєкти
- У 2018 році Zakaz і Metro Cash & Carry організували проєкт зі збору пластику для перероблення й утилізації. За час проєкту станом на 2021 рік на утилізацію та переробку обома компаніями було передано понад 640 м³ поліетиленових пакетів та ПЕТ-пляшок.[25]
- У квітні 2020 під час пандемії COVID-19 компанія долучилася до ініціативи Департаменту соціальної політики КМДА, протягом місяця сервіс відправив тисячу продуктових кошиків вартістю 1000 грн, а кур'єри з соцпрацівниками доставили їх пенсіонерам, багатодітним сім'ям та людям з особливими потребами.[26]
- У серпні 2020 року компанія долучилася до благодійної акції «Шкільний портфелик» від БФ «Карітас України». Ініціатива спрямована на підтримку дітей з соціально незахищених верств населення, ціль якої допомогти школярам підготуватися до навчального року.[27]
- У квітні 2021 компанія запустила збір та утилізацію пластику Zakaz Green з наступною механікою: під час отримання замовлення продуктів клієнти віддають кур'єру сервісу чисту пластикову тару, а натомість отримують за це індивідуальний промокод зі знижкою на доставку.[28]

### Соцмережі
- Zakaz.ua у соцмережі «Facebook»
- Zakaz.ua у соцмережі «TikTok»
- Zakaz.ua  у соцмережі «Instagram»
- YouTube [Архівовано 17 листопада 2021 у Wayback Machine.]